# 名將球手
名將球手（日语：メイショウボーラー），是日本純種競賽馬匹，生涯前期活躍於草地賽事，後期轉戰泥地賽事，曾勝出一級賽二月錦標。

## 出賽前
2001年4月16日出生於北海道浦河町日出牧場，其後，習慣以「名將」爲旗下馬匹冠名的馬主松本好雄，將牠購入。
其後，交由栗東訓練中心練馬師白井壽昭訓練。

## 競賽生涯

### 2歲
2003年7月20日，出戰小倉競馬場的2歲新馬戰，由福永佑一策騎。比賽開始後，名將球手立即上前爭搶位置，帶頭領放。最終在未被超過的狀態下，以2 1/2馬位獲勝。
8月9日出戰公開賽鳳凰賞，開賽後由Yoshino Carol領放，名將球手則保持第二的位置追趕。進入最後直路後，名將球手和此前一直保持第三的Royal Selangor一同衝出，結果於名將球手不斷加速之下，成功以2 1/2馬位率先衝線。
9月7日出戰三級賽小倉兩歲錦標，雖然勁敵有同樣曾於小倉獲勝的Field Rookie及Cosmo Sunbeam，但無阻名將球手成爲第一人氣。比賽開始後名將球手開始領放，一直保持優秀至最後彎度。由第三彎道進入第四彎道時候，後方馬群開始加速壓迫，進入最後直路後，後方馬群突然失速，變成了名將球手一馬獨走的局面。最終，於毫無壓力之下，其以5馬位輕鬆取勝，獲得第一個分級賽冠軍。
於九州征戰三場比賽過後，10月18日返回本州，出戰京都競馬場的二級賽每日盃兩歲錦標，半次比賽焦點在於名將球手以及本年度爆冷獲得皋月賞的莫名其妙之半弟Great Journey之間的對決。賽事開始後，名將球手再次實行領放戰術，成功爭搶位置後隨即開始帶頭。最後直路上，後方的Great Journey開始加速壓迫，甚至一度貼近名將後手，然而在騎師福永的指揮下，名將球手開始發力，最終以2馬位勝出。此戰過後，名將球手成功獲得分級賽二連勝及總計四連勝的戰績，其亦成爲計1997年草上飛及Tayasu Again後，再次勝出四場比賽的2歲馬。
12月14日出戰朝日盃未來錦標，不但劍指第一個一級賽冠軍，亦有望成爲日本賽馬史上第一匹五勝的2歲馬。本次比賽，由於原本之主戰騎師福永同日夥拍榮進寶蹄及大賞識遠征香港國際賽事，因此改由於日本短期客串的柏兆雷策騎。雖然名將球手處於不利的15號檔位，但開賽後依然奮力搶奪位置，亦成功帶頭領放。然而由於比賽初段爭搶位置時消耗過多體力，於最終直線開始體力下降，最終被Cosmo Sunbeam於外檔接近，並於終點線前被追過，以頸位飲恨落敗。
年末，雖然名將球手出賽以來有四連勝的佳績，然而因爲缺少一級賽頭銜，於最佳2歲雄馬評選中僅獲17票，完全不敵當選的Cosmo Sunbeam。

### 3歲
進入3歲後，陣營表明將會以經典三冠戰線爲目標，並嘗試增程至2000米。爲了備戰經典三冠戰線，陣營原本安排名將球手出戰2月之共同通信盃，然而因爲戰績需要負重達59公斤，最終於考慮下選擇避戰。作爲替代，陣營決定出戰3月的皋月賞前哨戰彌生賞。
3月7日，按照計劃出戰彌生賞，同場勁敵有短波電台盃兩歲錦標冠軍大宇宙及京成盃冠軍Focal Point，因而獲得第三人氣。比賽開始後，名將球手再次領放，一直保持優勢至最後直路。進入直路後，第一人氣的Focal Point失速沉底，名將球手則繼續於前方領先，然而最後關頭被大宇宙超過，以1 1/4馬位落敗。
彌生賞奪得第二後，名將球手獲得皋月賞優先出賽權。依然3月下旬被發現左後腳腫脹而無法訓練，陣營一度有避戰皋月賞的想法，所幸名將球手成功於最後一刻恢復，決定按原定計劃出戰。
4月18日，如願出戰皋月賞，因過往兩場戰績以及腳部隱患而只得第六人氣。比賽開始後，名將球手再次爭搶位置務求領放，並一直於賽事途中保持優勢至進入最後直路。最後直路上，大和主將經已開始發力貼近名將球手，而名將球手則開始因體力不支而減速，其後大和主將加速超越名將球手，並不斷拉開優勢。餘下百餘米時，大和主將經已領先2馬位左右，名將球手則一直未能加速，被大宇宙超越，最終獲得第三。
皋月賞過後，因爲其於最後直路體力不支的表現，白井練馬師決定放棄繼續增程，陣營決定避戰東京優駿（日本打吡），改爲出戰NHK一哩賽。
5月9日，繼夏威夷王及尋鑽寶後，以第三人氣出戰NHK一哩賽。賽事開始後，其嘗試領放，卻被Heartland Cafe及Taiki Baccarat搶先，只可以於第三的位置追趕。比賽中段，Heartland Cafe失速沉底，名將球手趁機進佔第二名的位置。進入最後直路後，名將球手嘗試發力，卻開始有些微失速的表現，被外檔的夏威夷王及大外檔的Cosmo Sunbeam超越，最終只可以超越失速得更快的Taiki Baccarat，獲得第三名。
6月出戰安田紀念，首次和年長馬匹決戰，鑑於名氣及往跡，名將球手本次只以14.9倍獨贏賠率獲得第八人氣。比賽開始後，由於名將球手受到連戰疲勞及體重消減的影響，明顯無法發揮腳力爭先，只可以進佔第五名的位置，及後也因體力問題無法追趕前方的馬群，以第十一大敗。
安田紀念後，被安排至北海道浦河町Vertex牧場放草。由於皋月賞、NHK一哩賽以及安田紀念的連戰，導致其因疲勞患上壓力性胃潰瘍，食慾明顯下降。所幸經過夏季的休養和藥物資料，其身體於秋季恢復，食慾及體重也有樂觀的增加。
放草結束後，於10月30日出戰二級賽天鵝錦標，獲得第一人氣。本次比賽名將球手採用先行戰術，保持自身於馬群前方，並於最後直路衝出。然而，直路上和外檔的Tamamo Hotplay競爭時敗走，後又被Meiner Solomon超過，最終獲得第三。
接下来於11月21日，出戰一哩冠軍賽。雖然按照以往戰術停留於前方位置，但始終無法於比賽後段保持優勢，結果只得第七。
12月19日出戰CBC賞，由於此戰距離比近期賽事縮短，因此對於名將球手爲有利的優勢。另外，由於主戰騎師福永同日選擇策騎Daiwa el Cielo出戰阪神牝馬錦標，因而由中館英二代打策騎。本次比賽，名將球手漏閘，因此比賽開始後其只能於第九的位置追趕前方馬群。進入最後直路後，一共有六匹馬爭奪前方位置，纏鬥一直直至終點線前。最終，其以些微差距敗給Precious Cafe、Golden Rodrigo及Limitless Bid，但成功壓過大賞識及Gallant Arrow，獲得第四。
此戰過後，即使陣營檢視名將球手跑法亦未能找出問題所在，因此白井練馬師認爲是其本身於體質上的影響。據白井練馬師觀測，名將球手真正擅長的並不是瞬間爆發力，而是運用力量驅動自身前進的持續運動性能。得出此結論後，加上CBC賞過後名將球手於肌肉及力量成長上有明顯進步，因此陣營決定安排其轉戰泥地賽事。

### 4歲
2005年1月9日，作爲轉戰泥地的熱身，出戰三級賽石榴石錦標。雖然於短途賽事表現不俗，但由於此戰爲名將球手第一次出戰泥地賽事，因此人氣被Sammy Miracle及日本育馬場盃短途賽第二名Agnes Wing壓過，只得第三。比賽開始後，名將球手雖然處於第14檔位，但其成功發揮實力，搶佔第三的位置，其後更上前至第二。最後彎道進入直路時，其捉緊前方領放馬Namura Big Time失速的機會，開始發力加速，成功以獨走的姿態通過終點，領先3馬位下獲勝。此戰不但爲其一年三個月以來久違的勝利，亦令其成爲繼2001年的大洋船及2003年的沉默交易後，第三匹首次出戰泥地分級賽就獲勝的賽駒。
1月29日，出戰根岸錦標，對手有石榴石錦標手下敗將Sammy Miracle及同樣轉戰泥地的大賞識。比賽開始後，名將球手捉緊機會領放，一直領先下通過最後彎道。進入直路後，其不但沒有因早段領放而失速，反而有餘力發力加速，結果以7馬位輕鬆獲勝。
2月20日，出戰一級賽二月錦標，本次比賽強敵衆多，包括上屆盟主尊師重道、上年日本盃泥地大賽冠軍時間悖論及一級賽三勝的Utopia，但即管如此，於泥地賽事上展現出強大統治力的名將球手仍然獲得第一人氣。比賽當日，由於天雨關係，賽道變成爛地，因而對不少馬匹有影響。比賽開始後，主要對手尊師重道漏閘，而名將球手則成功搶先領放，並一直帶頭進入最後彎道。進入直路後，其依然保持一馬當先的狀態，即使後方的尋鑽寶及Hishi Atlas不斷加速，名將球手仍然因爲初段拉開的距離而未受威脅。最終，其以1 1/4馬位優勢衝過終點線，奪得第一個一級賽冠軍。此次勝利意義重大，不但名將球手成爲自1984年引入分級賽制度以來第一匹以領放勝出中央泥地一級賽的賽駒，其此戰創出的1分34.7秒亦打破了2002年同爲白井練馬師訓練之愛麗數碼之紀錄。另外，騎師福永策騎出戰此比賽的十四日前，其伯父兼練馬師福永二三雄剛剛過身，因此此場比賽的勝利被騎師福永視爲最好的告別和弔唁。
此次勝利後，陣營打算安排名將球手前往美國遠征，具體的目標爲挑戰育馬者盃短途大賽。然而，遠征美國的泥地賽事爲長遠目標，陣營經過考慮後，決定近期的目標爲出戰短途至一哩的草地賽事，尤其高松宮紀念及安田紀念兩場一級賽。
3月27日，按計劃出戰高松宮紀念，成爲僅次大賞識之後的第二人氣。本次比賽，名將球手開局良好，成功搶佔第一進行領放，然而進入最後直路後有明顯失速表現，被後方多匹賽駒超過，最終得第十六大敗。
因高松宮紀念的大敗，陣營放棄出戰安田紀念的計劃，重返泥地戰線，以第一人氣出戰5月5日的柏市紀念。比賽開始後，其搶佔前方並保持於第三，後來以第一通過最後彎道，但於直路上被血氣方剛等對手超越，最後只得第五。

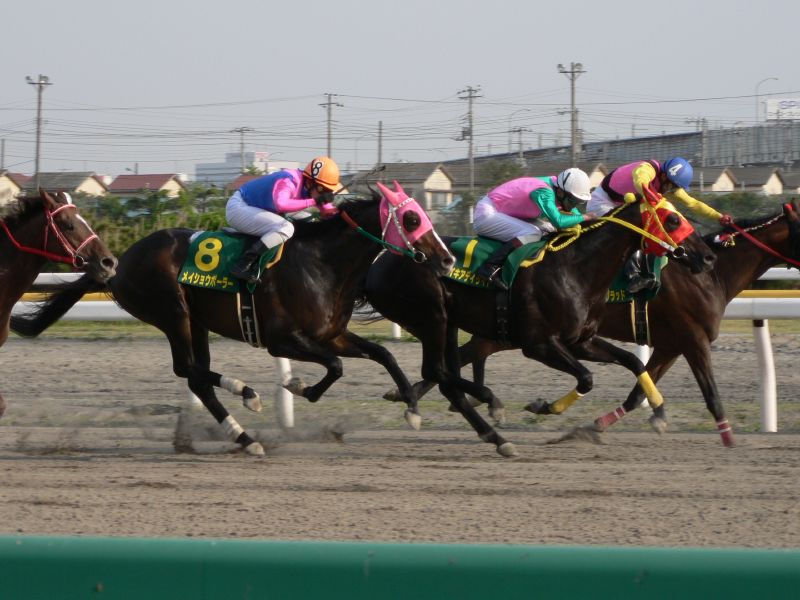
出戰柏市紀念的名將球手

作爲育馬者盃短途大賽的熱身，原本陣營計劃安排其10月1日於美國出戰一級賽華士弼錦標，因此決定8月30日進入美浦訓練中心的隔離設施，並於9月經由成田國際機場前往美國。然而，進入隔離之前，被發現右邊身體關節有跛行跡象，因而取消遠征，專心於日本國內的賽事。
11月3日出戰日本育馬場盃短途賽，僅次Blue Concorde獲得第二人氣。比賽開始後便成功爭搶位置進行領放，並一直保持速度直至進入最後直路。直路上，即使名將球手一直保持速度，依然不敵本次比賽跑出最快末腳的Blue Concorde並被其超過，其後更被一直保持於第二的Hatano Adonis及後上馬真善美超過，最終獲得第四名。
12月28日出戰兵庫金盃，改由橫山典弘策騎。比賽開始後，名將球手因出閘後跌撞而未能搶先，只可以於第七名的位置追趕前方馬匹。最後直路上，雖然其不斷加速超越前方馬匹，但依然未能超越第一的Nihon Pillow Cert，以1 1/2馬位差距獲得亞軍。
年末，雖然因二月錦標的優勝和短距離賽事的優秀表現，進入最佳泥地馬及最佳短途馬的評選，最終卻分別只得3票及1票，大敗於雷神精靈及三連冠，和榮譽失之交臂。

### 5歲
2006年，進入5歲的名將球手再次出戰根岸錦標，雖然爲第二人氣，卻只得第七名的成績。
其後出戰二月錦標，務求達成二連霸。然而在賽前於栗東訓練中心的訓練中，名將球手將鞍上的騎師福永甩落，在沒有騎師的情況下獨自奔走了約5000米。結果由於此意外事件，其於2月19日的二月錦標上人賽前的龐大體力消耗而表現欠佳，最終於疲倦的狀態下作賽，以第十五名大敗。
此後，名將球手亦未能勝出，5月3日出戰杜若紀念獲得第四，6月4日安田紀念獲得第十四，8月15日出戰夏季冠軍賽敗給同主馬Meisho Butler獲得第二，10月1日出戰人馬錦標獲得第七。
10月1日以第十人氣出戰短途馬錦標，賽前因不願入閘而令比賽延遲開始。比賽開始後，澳洲馬匹兼併目標隨即進行領放，名將球手則保持於第四的位置。進入直路後，兼併目標一直領先，後方馬匹未能跟上節奏，即使名將球手不斷發力務求超前，亦未能追上一直保持約莫2馬位優勢的兼併目標，最終獲得第二。
隨後出戰天鵝錦標，只獲得第九。
天鵝錦標過後，陣營決定安排遠征，前往香港出戰12月10日的香港短途錦標。然而比賽開始後，名將球手不但漏閘，而且於閘前有些微跌撞，因而失去了奔跑的意志，即使騎師不斷推動亦未有行動跡象，最終被判處比賽中止。

### 6歲
遠征香港過後，名將球手進入長達九個月的放草休養。
9月30日，其出戰短途馬錦標作爲復出戰，結果未能發揮以往水準，以第十五名大敗。
賽後，陣營考慮年齡及其表現，決定安排其退役。

### 詳細賽績
| 日期       | 舉辦國家/地區 | 馬場   | 距離   | 級別     | 賽事名稱           | 負重 | 騎師     | 馬號 | 出馬 | 名次     | 時間     | 頭馬（二馬）       |
| ---------- | ------------- | ------ | ------ | -------- | ------------------ | ---- | -------- | ---- | ---- | -------- | -------- | ------------------ |
| 20/7/2003  | 日本          | 小倉   | 草1000 |          | 2歲新馬            | 54   | 福永祐一 | 4    | 12   | 1        | 0:57.6   | （Yu Zeta）        |
| 9/8/2003   | 日本          | 小倉   | 草1200 | OP       | 鳳凰賞             | 54   | 福永祐一 | 1    | 11   | 1        | 1:10.1   | （Royal Selangor） |
| 7/9/2003   | 日本          | 小倉   | 草1200 | GIII     | 小倉兩歲錦標       | 54   | 福永祐一 | 12   | 15   | 1        | 1:09.3   | （Cosmo Sunbeam）  |
| 18/10/2003 | 日本          | 京都   | 草1600 | GII      | 每日盃兩歲錦標     | 55   | 福永祐一 | 1    | 11   | 1        | 1:34.1   | （Great Journey）  |
| 14/12/2003 | 日本          | 中山   | 草1600 | GI       | 朝日盃未來錦標     | 55   | 柏兆雷   | 15   | 16   | 2        | 1:33.7   | Cosmo Sunbeam      |
| 7/3/2004   | 日本          | 中山   | 草2000 | GII      | 彌生賞             | 56   | 福永祐一 | 9    | 10   | 2        | 2:00.7   | 大宇宙             |
| 18/4/2004  | 日本          | 中山   | 草2000 | GI       | 皋月賞             | 57   | 福永祐一 | 8    | 18   | 3        | 1:59.1   | 大和主將           |
| 9/5/2004   | 日本          | 東京   | 草1600 | GI       | NHK一哩賽          | 57   | 福永祐一 | 6    | 18   | 3        | 1:33.6   | 夏威夷王           |
| 6/6/2004   | 日本          | 東京   | 草1600 | GI       | 安田記念           | 54   | 福永祐一 | 10   | 18   | 11       | 1:33.4   | 鶴丸小子           |
| 30/10/2004 | 日本          | 京都   | 草1400 | GII      | 天鵝錦標           | 55   | 福永祐一 | 18   | 18   | 3        | 1:21.9   | Tamamo Hot Play    |
| 21/11/2004 | 日本          | 京都   | 草1600 | GI       | 一哩冠軍賽         | 56   | 福永祐一 | 11   | 16   | 7        | 1:33.9   | 多旺達             |
| 19/12/2004 | 日本          | 中京   | 草1200 | GII      | CBC賞              | 56   | 中館英二 | 15   | 16   | 4        | 1:08.3   | Precious Cafe      |
| 9/1/2005   | 日本          | 中山   | 泥1200 | GIII     | 石榴石錦標         | 56   | 福永祐一 | 14   | 16   | 1        | 1:10.2   | （Engel Grosse）   |
| 29/1/2005  | 日本          | 東京   | 泥1400 | GIII     | 根岸錦標           | 56   | 福永祐一 | 8    | 16   | 1        | 1:23.0   | （Hard Crystal）   |
| 20/2/2005  | 日本          | 東京   | 泥1600 | GI       | 二月錦標           | 57   | 福永祐一 | 14   | 15   | 1        | 1:34.7   | （尋鑽寶）         |
| 27/3/2005  | 日本          | 中京   | 草1200 | GI       | 高松宮紀念         | 57   | 福永祐一 | 7    | 18   | 16       | 1:09.5   | 大賞識             |
| 5/5/2005   | 日本          | 船橋   | 泥1600 | 地方GI   | 柏市紀念           | 57   | 福永祐一 | 8    | 10   | 5        | 1:38.6   | 血氣方剛           |
| 3/11/2005  | 日本          | 名古屋 | 泥1400 | 地方GI   | 日本育馬場盃短途賽 | 57   | 福永祐一 | 4    | 12   | 4        | 1:26.5   | Blue Concorde      |
| 28/12/2005 | 日本          | 園田   | 泥1400 | 地方GIII | 兵庫金盃           | 59   | 横山典弘 | 4    | 11   | 2        | 1:27.3   | Nihon Pillow Cert  |
| 29/1/2006  | 日本          | 東京   | 泥1400 | GIII     | 根岸錦標           | 59   | 福永祐一 | 5    | 16   | 7        | 1:24.3   | Limitless Bid      |
| 19/2/2006  | 日本          | 東京   | 泥1600 | GI       | 二月錦標           | 57   | 福永祐一 | 10   | 16   | 15       | 1:38.8   | 雷神精靈           |
| 3/5/2006   | 日本          | 名古屋 | 泥1400 | 地方GIII | 杜若紀念           | 59   | 福永祐一 | 1    | 11   | 4        | 1:27.5   | Rocky Appeal       |
| 4/6/2006   | 日本          | 東京   | 草1600 | GI       | 安田記念           | 58   | 福永祐一 | 5    | 18   | 14       | 1:34.2   | 牛精福星           |
| 15/8/2006  | 日本          | 佐賀   | 泥1400 | 地方GIII | 夏季冠軍賽         | 59   | 福永祐一 | 11   | 11   | 2        | 1:26.1   | Meisho Battler     |
| 10/9/2006  | 日本          | 中京   | 草1200 | GII      | 人馬錦標           | 58   | 福永祐一 | 4    | 18   | 7        | 1:09.5   | She is Tosho       |
| 1/10/2006  | 日本          | 中山   | 草1200 | GI       | 短途馬錦標         | 57   | 福永祐一 | 4    | 16   | 2        | 1:08.5   | 兼併目標           |
| 28/10/2006 | 日本          | 京都   | 草1400 | GII      | 天鵝錦標           | 58   | 福永祐一 | 14   | 18   | 9        | 1:20.8   | Precise Machine    |
| 10/12/2006 | 香港          | 沙田   | 草1400 | GI       | 香港短途錦標       | 57   | 福永祐一 | 14   | 14   | 比賽中止 | 比賽中止 | 騏綵               |
| 10/9/2006  | 日本          | 中山   | 草1200 | GI       | 短途馬錦標         | 57   | 福永祐一 | 13   | 16   | 15       | 1:11.9   | 真弓快車           |

## 退役後
退役後，名將球手成爲了配種馬，於北海道浦河町East Stud休養，在2008年進行配種，第一年已經和超過100匹雌馬進行配種，第一批子嗣已經在2009年誕生。第一批子嗣可於2011年出賽。2013年11月28日，Nishiken Mononofu在兵庫青年大獎賽勝出，成爲首匹在分級賽取勝的子嗣。Nishiken Mononofu勝出日本育馬場盃短途賽後，成爲第一匹勝出一級賽的名將球手子嗣。
2022年配種季過後由配種馬退役，12月9日被轉移至北海道日高町日高馬友，作爲功勞馬進行養老生活。

### 主要子嗣

#### 一級賽優勝子嗣
粗體字為一級賽
2011年生
- Nishiken Mononofu（兵庫青年大獎賽、兵庫金盃、北海道短途盃、日本育馬場盃短途賽）

#### 分級賽優勝子嗣
2010年生
- 萊茵星馳（夏季短途錦標）
- Makio Bowler（小倉夏季跳欄錦標）

2011年生
- 站前良馬（兵庫冠軍錦標）

## 血統簡介
父系大樹快車爲美國生產的日本賽駒，生涯稱霸日本短途及一哩賽事，於1600米賽道未嘗一敗，曾勝出安田紀念、短途馬錦標及連霸一哩冠軍賽，更於退役後被選出爲日本中央競馬會第26匹日本殿堂馬。祖父Devil's Bag則爲美國賽駒，曾勝出一級賽香檳錦標。
母系Nice Raise爲美國賽駒，戰績較平庸但仍然有勝場。外祖父爲美國著名種馬雷貓，爲1990年代最具代表性的種馬之一。

### 血統表
| 父線：Halo系（Hail to Reason系）     |                               |                  |                |
| 種馬 大樹快車 1994年（栗色）         | Devil's Bag 1981年（棗色）    | Halo             | Hail to Reason |
| 種馬 大樹快車 1994年（栗色）         | Devil's Bag 1981年（棗色）    | Halo             | Cosmah         |
| 種馬 大樹快車 1994年（栗色）         | Devil's Bag 1981年（棗色）    | Ballade          | Herbager       |
| 種馬 大樹快車 1994年（栗色）         | Devil's Bag 1981年（棗色）    | Ballade          | Miss Swapsco   |
| 種馬 大樹快車 1994年（栗色）         | Welsh Muffin 1987年（棗色）   | Caerleon         | 尼真斯基       |
| 種馬 大樹快車 1994年（栗色）         | Welsh Muffin 1987年（棗色）   | Caerleon         | Foreseer       |
| 種馬 大樹快車 1994年（栗色）         | Welsh Muffin 1987年（棗色）   | Muffitys         | Thatch         |
| 種馬 大樹快車 1994年（栗色）         | Welsh Muffin 1987年（棗色）   | Muffitys         | Contrail       |
| 繁殖雌馬 Nice Raise 1994年（深棗色） | 雷貓 1983年（深棗色）         | 雷鳥             | 北地舞人       |
| 繁殖雌馬 Nice Raise 1994年（深棗色） | 雷貓 1983年（深棗色）         | 雷鳥             | South Ocean    |
| 繁殖雌馬 Nice Raise 1994年（深棗色） | 雷貓 1983年（深棗色）         | Terlingua        | 秘書處         |
| 繁殖雌馬 Nice Raise 1994年（深棗色） | 雷貓 1983年（深棗色）         | Terlingua        | Crimson Saint  |
| 繁殖雌馬 Nice Raise 1994年（深棗色） | Nice Tradition 1979年（棗色） | Search Tradition | Nashua         |
| 繁殖雌馬 Nice Raise 1994年（深棗色） | Nice Tradition 1979年（棗色） | Search Tradition | Searching      |
| 繁殖雌馬 Nice Raise 1994年（深棗色） | Nice Tradition 1979年（棗色） | Nice Dancing     | Kazan          |
| 繁殖雌馬 Nice Raise 1994年（深棗色） | Nice Tradition 1979年（棗色） | Nice Dancing     | Nice           |
| 雌系：號族：10                       |                               |                  |                |
| 五代內近親交配：北地舞人 4×5         |                               |                  |                |

## 命名來由
名字中，Meisho（メイショウ）是馬主松本好雄的冠名，是其出身之兵庫縣明石市中的「明」（メイ）及姓氏松本中的「松」（ショウ）之音讀之結合，香港則將其翻譯为讀音類近，並帶有褒義的「名將」；Bowler（ボーラー）實則來自英國傳統的博勒帽，香港則因bowler讀音類近baller，而翻譯为「球手」。

## 外部連結
- 名將球手 netkeiba.com （页面存档备份，存于）
- 血統表 （页面存档备份，存于）